# Sap-Res

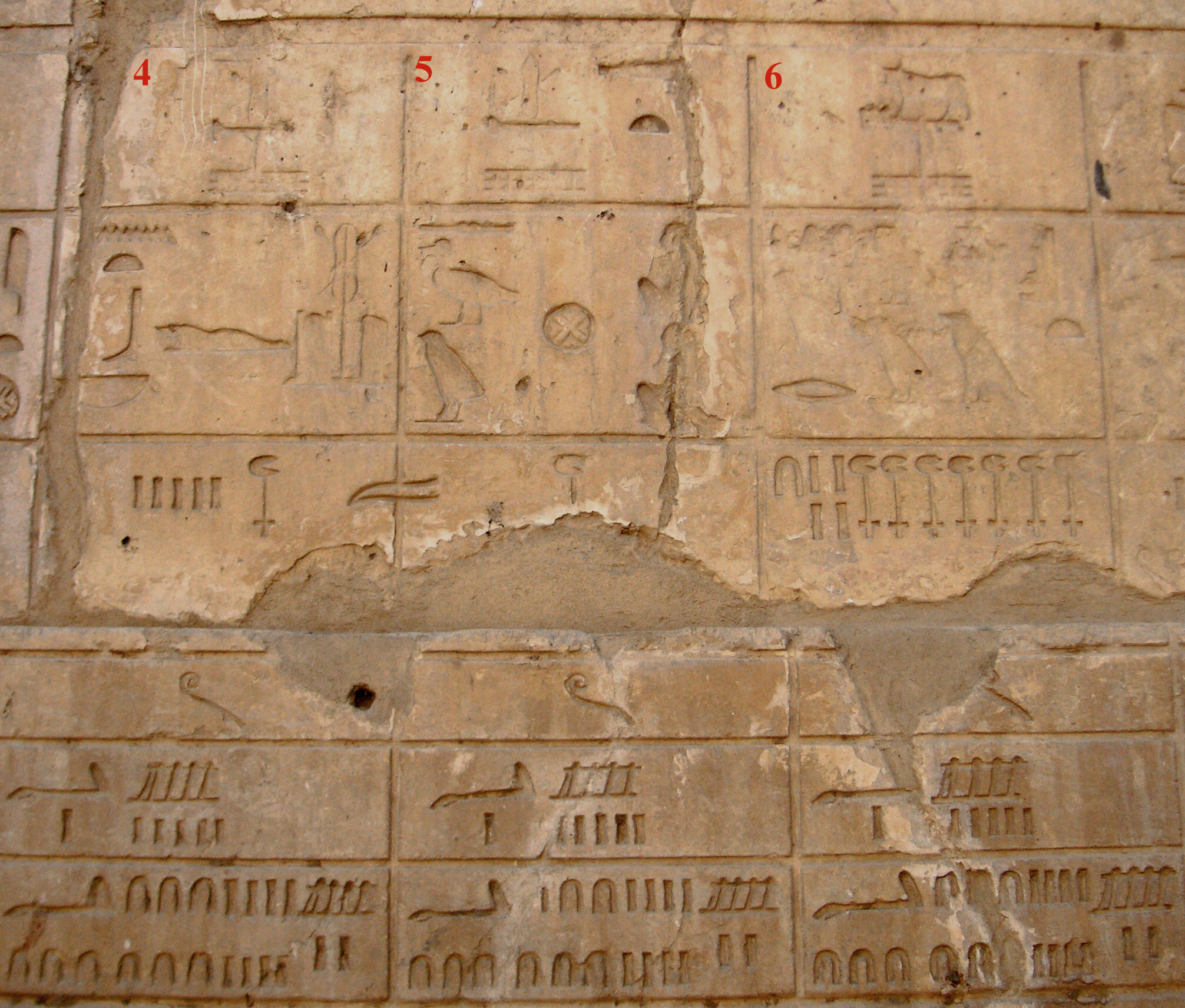
Sap-Res, län 4 på "Vita kapellets" vägg i Karnak.

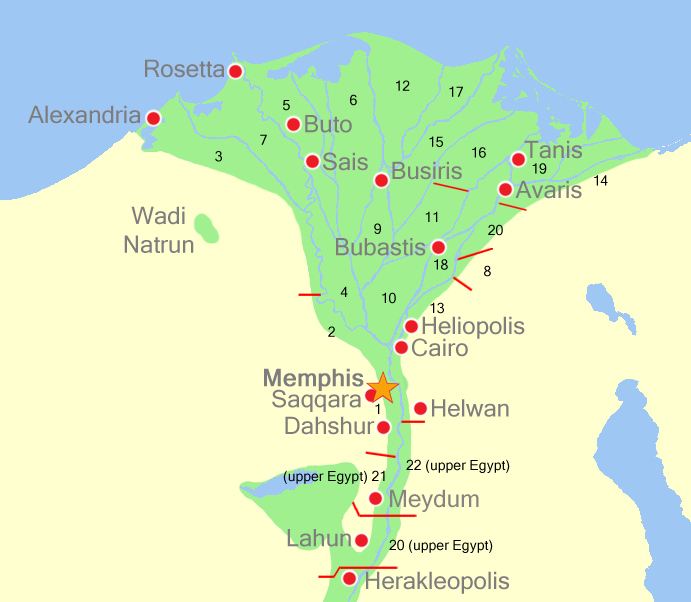
Lägeskarta över nomoi i Nedre Egypten.

Sap-Res ("Södra skölden", även Neret-Res) var ett av de 42 nomoi (länen) i Forntida Egypten.
| R25 | M24 · R12 · N24 |

Sap-Res med hieroglyfer

## Geografi
Sap-Res var ett av de 20 nomoi i Nedre Egypten och hade nummer 4.
Länets yta var cirka 1 cha-ta (cirka 2,7 hektar, 1 cha-ta motsvarar 2,75 ha) med en längd om cirka 14 iteru (cirka 147 km, 1 iteru motsvarar 10,5 km).
Niwt (huvudorten) var Ptkheka/Sobek (dagens Tanta) och den övriga större orten var Timinhor/ Hermopolis Parva (dagens Damanhur) som periodvis också var huvudort. Även Raqote/Alexandria tillhörde området under en tid.
Hermopolis blev senare huvudort i A-bt, det 8:e länet i Nedre Egypten.
På Vita kapellet omnämns län 4 och län 5 som södra och norra delen av Neret. Möjligtvis ska inskriptionen som en enhet men det finns ett streck mellan Neith och Sobek under län 4 och Sais under län 5.

## Historia
Varje län styrdes av en nomark som officiellt lydde direkt under faraon.
Varje Niwt hade ett Het net (tempel) tillägnad områdets skyddsgud och ett Heqa het (nomarkens residens).
Länets skyddsgud var Hathor och bland övriga gudar dyrkades främst Behedeti, Neith, Sebek och Osiris.
Idag ingår området i guvernementet al-Gharbiyya.